# Karl Peucker

Karl Peucker

Karl Ernst Oscar Peucker (* 15. Juni 1859 in Bojanowo bei Posen; † 23. Juli 1940 in Wien) war ein österreichischer Geograph und Kartograph.

## Leben
Karl Ernst Oscar Peucker kam als Sohn des evangelischen Maurermeisters Ernst Wilhelm Karl Peucker und dessen Ehefrau Ida Amalie Clara, geborene Seydel zur Welt. Karl Peucker verbrachte seine Jugend in Breslau und besuchte dort auch die Mittelschule, deren Absolvierung aber durch eine dreijährige Tätigkeit in der Landwirtschaft unterbrochen wurde.
Nach dem Studium der Geografie und der Promotion an der Universität Breslau 1890 zog er nach Wien und arbeitete als Kartograph beim Verlag Artaria & Co. Zahlreiche Atlanten und Karten für Schule und Wissenschaft gingen auf seine Entwürfe zurück. Er beteiligte sich an der Administrativkarte Niederösterreichs.
Seine große Leistung war die Verwendung von Höhenstufenfarben für die Geländedarstellung in physischen Karten und die Entwicklung des Gesetzes von der adaptiv – perspektivischen Farbenplastik. Über dieses Thema veröffentlichte er zahlreiche Schriften, wie „Schattenplastik und Farbenplastik“. Demzufolge hängt die Raumwirkung der Farben von ihrer Stellung im Spektrum, ihrer Helligkeit und ihrer Sättigung ab. Sein Ziel war die totale Plastik in der kartographischen Geländedarstellung. Durch seine Arbeit hatte er entscheidenden Anteil am Ausbau der Kartografie als selbständige Wissenschaft.

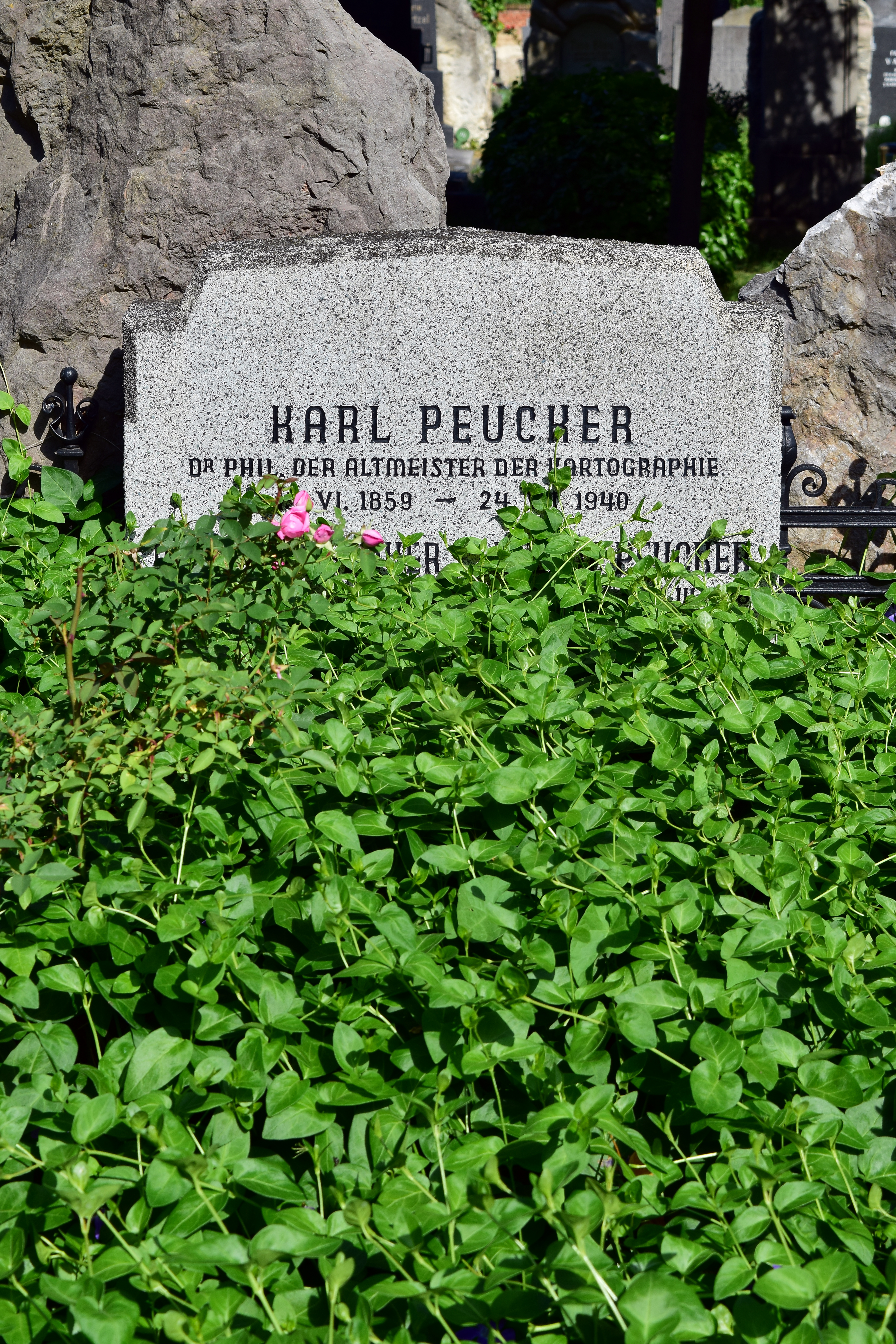
Grab am Wiener Zentralfriedhof

Peucker wurde auf dem Evangelischen Friedhof am Wiener Zentralfriedhof in Wien beigesetzt.

## Werke

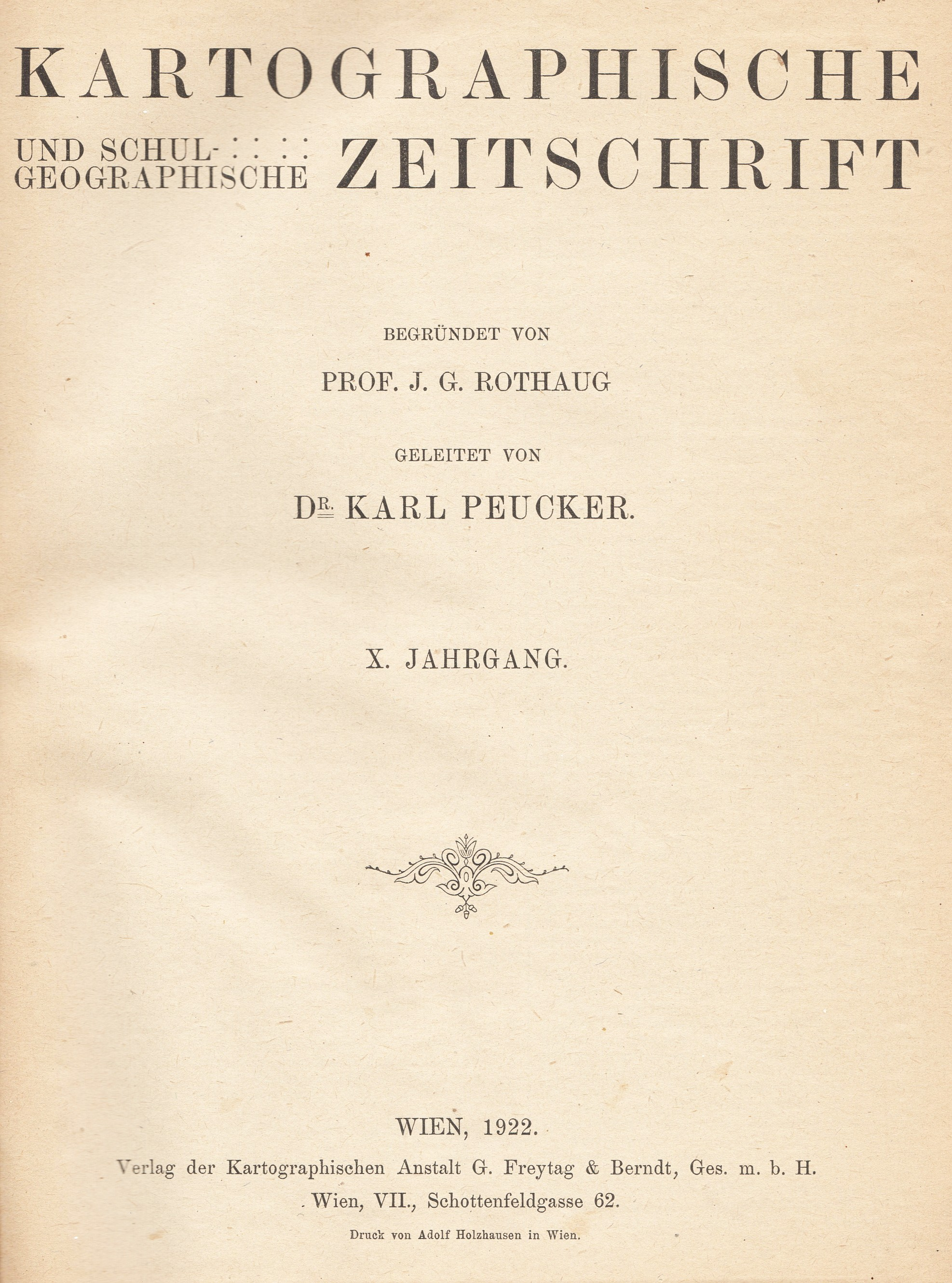
Von Peucker geleitete Kartographische und schulgeographische Zeitschrift, letzter Jahrgang 1922

- Schattenplastik und Farbenplastik: Beiträge zur Geschichte und Theorie der Geländedarstellung, University of California 1898, S. 138.
- Über Optische Plastik in der Kartographie, in: Geographischer Anzeiger 2, 1900, S. 67, 94 f.
- Zur kartographischen Darstellung der dritten Dimension, in: Geographische Zeitschrift 7, 1901, S. 22–41
- Drei Thesen zum Ausbau der theoretischen Kartographie, ebd. 8, 1902, S. 65–80, 154–60, 204–22
- Neue Bemerkungen zur Theorie und Geschichte des Kartenbildes, ebd. 14, 1908, S. 297–312
- Luftschiffahrtskarten, ebd. 14, 1908, S. 614–716
- Neue Beiträge zur Systematik der Geotechnologie, in: Mitteilungen der kaiserl. königl. Geographischen Gesellschaft in Wien 47, 1904, S. 280–325, 365–420
- Physiographik, Entwurf einer einheitlichen Abbildungslehre der uns umgebenden Welt, ebd. 50, 1907, S. 681–744
- Geländekarte u. Raumfarbenreihe, Geschichte, Theorie und Druckpraxis, ebd. 83, 1940, S. 61–92
- Höhenschichtenkarten, Studien und Kritiken zur Lösung des Flugkartenproblems, in: Zeitschrift für Vermessungswesen 40, 1911, S. 17–22, 37–62, 65–80, 85–96
- Atlas für Handelsschulen

## Ehrungen
- Gründungsmitglied der österreichischen Gesellschaft für Photogrammetrie (1907)
- Privatdozent für Kartenwissenschaft (1913)
- Mitglied des österreichischen Beirates für Vermessungswesen (1925)
- Ehrenmitglied der Geographischen Gesellschaft Wien (1927)
- Regierungsrat (1932)
- Die Peuckerstraße im 22. Wiener Gemeindebezirk Donaustadt wurde nach ihm benannt